# Women in Red
Women in Red (Dones en vermell) és un viquiprojecte que té com a objectiu corregir el biaix de gènere en els continguts de la Viquipèdia. El projecte se centra en la creació de biografies de dones i articles sobre obres de dones i temes relacionats amb les dones. El nom del projecte ve dels enllaços en articles de la Viquipèdia que es mostren en vermell per indicar que l'article enllaçat encara no existeix.

## Història
Women in Red va ser concebut el 2015 per l'editor de la Viquipèdia en anglès Roger Bamkin, al qual aviat es va afegir l'editora Rosie Stephenson-Goodknight (nom d'usuària Rosiestep). Inicialment Bamkin havia anomenat el projecte, "Projecte XX" (pels dos cromosomes X de les dones), però de seguida va derivar cap a Viquiprojecte Women in Red.
Quan el projecte estava ja en marxa, s'hi va adherir una altra editora, Emily Temple-Wood (nom d'usuària Keilana). La seva especialitat és afegir a la Viquipèdia un article nou sobre alguna dona científica cada cop que algú l'assetja pel seu esforç com a editora voluntària.
A Wikimania 2016, celebrat a Esino Lario (Itàlia), Jimmy Gal·les, cofundador de la Viquipèdia el 2001, va nomenar Stephenson-Goodknight i Temple-Wood viquimedians de l'any, pel seu esforç per combatre l'assetjament a la Viquipèdia i augmentar-hi la presència de dones.

## Mètodes

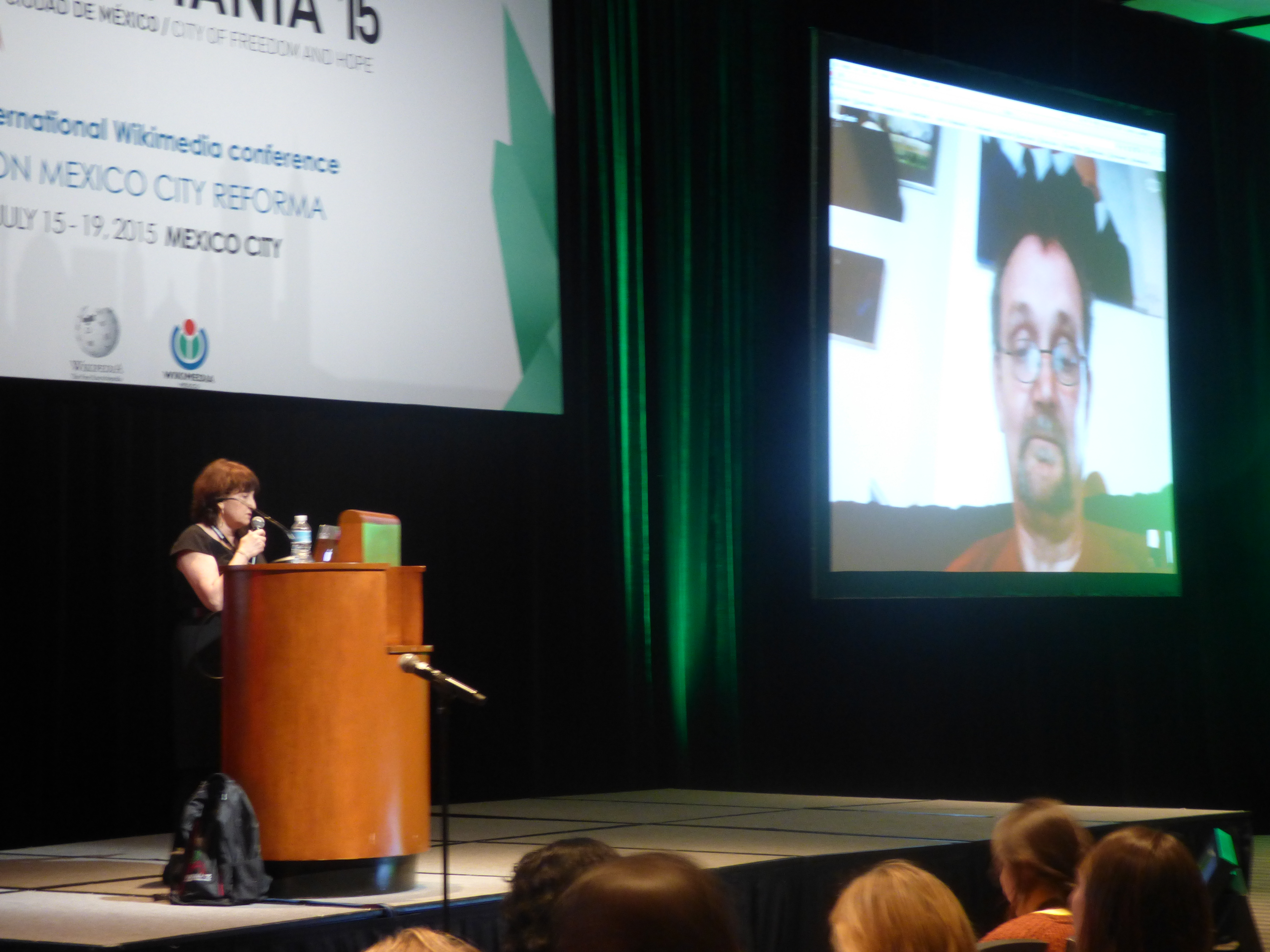
Rosie Stephenson-Goodknight i Roger Bamkin (ell, via Skype) anuncien la formació de Women in Red durant la Wikimania 2015 a Ciutat de Mèxic.

Women in Red organitza Viquimaratons per tot el món, i en manté contínuament una de virtual. Les seves viquimaratons presencials de tot un dia estan enfocades a la formació per disminuir el biaix de gènere de la Viquipèdia i incloure-hi més contingut en dones que compleixin els criteris d'admissibilitat. Un altre objectiu és augmentar el nombre de dones editores. Encara que la Viquipèdia sigui "l'enciclopèdia lliure que qualsevol pot editar", l'any 2015 només al voltant del 10 per cent dels editors eren dones.
El 22 de desembre de 2016, editors i editores participants en el viquiprojecte Women in Red havien afegit a la Viquipèdia en anglès més de 45.000 articles i el percentatge d'articles sobre dones en aquella Viquipèdia, que al juliol de 2015 era d'un 15 per cent, havia passat a ser del 16,8 per cent.